# Грязива
Грязива — річка в Україні, у Овруцькому районі Житомирської області. Права притока Жолоні (басейн Прип'яті).

## Опис
Довжина річки 23 км, похил річки 1,2  м/км, найкоротша відстань між витоком і гирлом — 15,47  км, коефіцієнт звивистості річки — 1,49 , площа басейну водозбору 197  км². Формується притоками, багатьма безіменними струмками, згатами та частково каналізована.

## Розташування
Бере початок на північно-східній стороні від села Магдин. Тече переважно на північний схід через колишнє село Ситівку і на українсько-білоруському кордоні біля села Мальци впадає у річку Жолонь, праву притоку Прип'яті.

## Цікавий факт
- Річка протікає болотистою місциною через урочища Сухий Мох та Коритне.[1]

## Притоки
- Ситівка, Жолонька, Коритна (праві).

## Риби Грязиви
У річці водяться бистрянка звичайна, пічкур, плітка звичайна та верховодка звичайна.